# Académie de Berlin
Die Académie de Berlin wurde im Juni 2006 in Berlin mit dem Ziel gegründet, den geistigen Austausch und den Dialog zwischen Frankreich und Deutschland auf den Gebieten Sprache und Kultur zu fördern.

## Mitgliedschaft
Die Académie umfasst 20 Mitglieder, Ehrenpräsident war Richard von Weizsäcker, Secrétaire perpétuel ist Ulrich Wickert. 2012 war der französische Botschafter in Deutschland, Maurice Gourdault-Montagne, Schirmherr der Académie.

## Prix de l’Académie de Berlin
Seit 2008 vergibt die Académie einen Kultur- und Literaturpreis.

## Andere Aktivitäten
Die Mitglieder der Académie versammeln sich zweimal im Jahr. Sie verleihen zusätzlich Stipendien, die von der Alfred Toepfer Stiftung F. V. S. gefördert werden.